# James Cleverly
James Spencer Cleverly (Lewisham, 4 settembre 1969) è un politico britannico e ufficiale della riserva dell'esercito, membro del Partito Conservatore
e del Parlamento (MP) per il collegio di Braintree dal 2015. Ha ricoperto diversi ruoli di grande importanza nel Governo inglese, da ultimo quello di Segretario di Stato per gli affari interni dal 13 novembre 2023 al 5 luglio 2024.
In precedenza è stato Segretario di Stato per gli affari esteri, del Commonwealth e dello sviluppo dal 6 settembre 2022 al 13 novembre 2023, Segretario di Stato per l'istruzione da luglio a settembre 2022 e copresidente del partito conservatore insieme a Ben Elliot dal 2019 al 2020.

## Biografia
Cleverly è nato nel settembre 1969 a Lewisham, Londra, da James Philip ed Evelyn Suna Cleverly. Suo padre è inglese e ha lavorato come geometra, sua madre ha lavorato come ostetrica ed è della Sierra Leone. Ha studiato privatamente alla Riverston School e alla Colfe's School, entrambe a Lee, Londra. È poi entrato nell'esercito, ma la sua formazione è stata interrotta da un infortunio alla gamba nel 1989. Ha conseguito un Bachelor of Arts in studi di gestione dell'ospitalità presso l'Ealing College of Higher Education (ora University of West London) nel 1991.
Dopo la laurea, ha lavorato per la casa editrice Verenigde Nederlandse Uitgeverijen e in seguito per Informa come responsabile delle vendite internazionali nel 2002. Due anni dopo, Cleverly è entrato a far parte di Crimson Publishing come responsabile pubblicitario. È diventato responsabile commerciale online per Caspian Publishing nel 2006. L'anno successivo, ha co-fondato la società di pubblicazione web Point and Fire, realizzando £ 550,91 nel 2008.

## Servizio militare
Il 6 ottobre 1991, Cleverly è entrato nell'esercito territoriale come sottotenente. Nel gennaio 1993 il suo incarico fu confermato e pochi mesi più tardi venne nominato capitano  e nel novembre 2003 maggiore. Fino al 2005 è stato comandante di batteria della 266 (Para) batteria Artiglieria reale (volontari). Cleverly è stato promosso tenente colonnello il 1º marzo 2015.
Cleverly fa attualmente parte del Central Volunteers HQ Royal Artillery (ora noto come National Reserve Headquarters, Royal Artillery), lavorando come ufficiale di stato maggiore.

## Carriera politica

### Assemblea di Londra
Nel marzo 2007, Cleverly è stato selezionato come candidato per il collegio elettorale di Bexley e Bromley dell'Assemblea di Londra, una selezione molto combattuta. All'elezione dell'Assemblea di Londra, tenuta il 1º maggio, ha ottenuto il 52,6% dei voti.
Nel gennaio 2009, Cleverly è stato nominato sindaco dell'ambasciatore dei giovani di Londra, un ruolo di nuova creazione che è stato visto come un posto sostitutivo per il vice sindaco per i giovani, un posto lasciato vacante dopo le dimissioni di Ray Lewis. La creazione del ruolo ha suscitato alcune polemiche in quanto non è stato ricoperto da una nomina a sindaco ma da un membro dell'Assemblea il cui ruolo formale era quello di controllare il sindaco. La decisione è stata difesa a causa del precedente costituito dalla nomina di Kit Malthouse a vicesindaco per la polizia.
Nel febbraio 2010, Cleverly è stato nominato presidente del London Waste and Recycling Board, in sostituzione di Boris Johnson che si era dimesso. Nell'agosto 2010 Cleverly ha pubblicato un tweet in cui chiamava il vice leader dei liberaldemocratici Simon Hughes "un coglione", in risposta a un suggerimento di Hughes secondo cui i parlamentari backbencher (quelli senza incarichi, i peones) dovrebbero essere in grado di porre il veto alle politiche della coalizione. Il tweet completo affermava: "Potremmo essere partner della coalizione, ma non mi impedisce di pensare che Simon Hughes sia un coglione".  In seguito si è scusato.
Nel novembre 2010, Cleverly è stato riselezionato per essere il candidato conservatore per Bexley e Bromley alle elezioni dell'Assemblea di Londra del 2012, vincendo il seggio ancora una volta con il 52,6% dei voti. Dopo la sconfitta di Brian Coleman alle elezioni, Cleverly fu nominato presidente della London Fire and Emergency Planning Authority.

### Camera dei Comuni
Nel maggio 2015, Cleverly è stato eletto alla Camera dei Comuni per il collegio di Braintree nelle elezioni generali del 2015 dopo che il deputato conservatore in carica Brooks Newmark si era dimesso a seguito di polemiche sull'invio di immagini oscene online. In seguito a questa elezione, non ha difeso il suo seggio alle elezioni dell'Assemblea di Londra del 2016. Nel novembre 2015 Cleverly è stato criticato per aver promosso la chiusura di 10 caserme dei vigili del fuoco a Londra dopo la morte di un uomo anziano a Camden a causa di ritardi nell'arrivo dei vigili del fuoco.
Nel gennaio 2016, il partito laburista ha proposto un emendamento all'Housing and Planning Bill 2016 che avrebbe richiesto ai proprietari privati di rendere le case messe in affitto "adatte all'abitazione umana". Secondo il registro degli interessi del Parlamento, Cleverly era uno dei 72 parlamentari conservatori che hanno votato contro l'emendamento e che hanno ricavato personalmente un reddito dall'affitto di proprietà. Il governo conservatore aveva risposto all'emendamento affermando che riteneva che le case dovessero essere adatte all'abitazione umana, ma non voleva approvare la nuova legge che lo richiederebbe esplicitamente.
Nel marzo 2016 a Cleverly è stato chiesto di dimettersi dalla carica di patron di Advocacy for All, un ente di beneficenza a sostegno delle persone svantaggiate nel sud-est dell'Inghilterra. L'ente di beneficenza ha ritenuto che non fosse più adatta al ruolo dopo aver votato per il taglio dell'indennità corrisposta alle persone disabili che non sono in grado di lavorare.
Ha sostenuto la Brexit nel referendum sull'adesione all'UE del 2016.